# Ethnikos Filippiada F.C.
O Ethnikos Filippiada F.C. é um clube de futebol, baseado em Filipiadda, Grécia. A equipe disputa a Gamma Ethniki.